# Edwin Turner
Edwin Turner (Edwin Thomas „Ned“ Turner; * 15. September 1912 in Michigan; † 1968) war ein US-amerikanischer Mittelstreckenläufer, der sich auf die 800-Meter-Distanz spezialisiert hatte.
Bei den Olympischen Spielen 1932 in Los Angeles wurde er mit seiner persönlichen Bestzeit von 1:52,5 min Fünfter.